# アイローケ
アイローケ（伊: Ailoche）は、イタリア共和国ピエモンテ州ビエッラ県にある、人口約300人の基礎自治体（コムーネ）。

## 地理

### 位置・広がり

#### 隣接コムーネ
隣接するコムーネは以下の通り。括弧内のVCはヴェルチェッリ県所属を示す。
- カプリーレ
- コッジョラ
- クレヴァクオーレ
- グアルダボゾーネ (VC)
- ポストゥア (VC)

## 行政

### 分離集落
アイローケには、以下の分離集落（フラツィオーネ）がある。
Ailoche, Giunchio, Peiro, Ponte Strona, Piasca, Venarolo

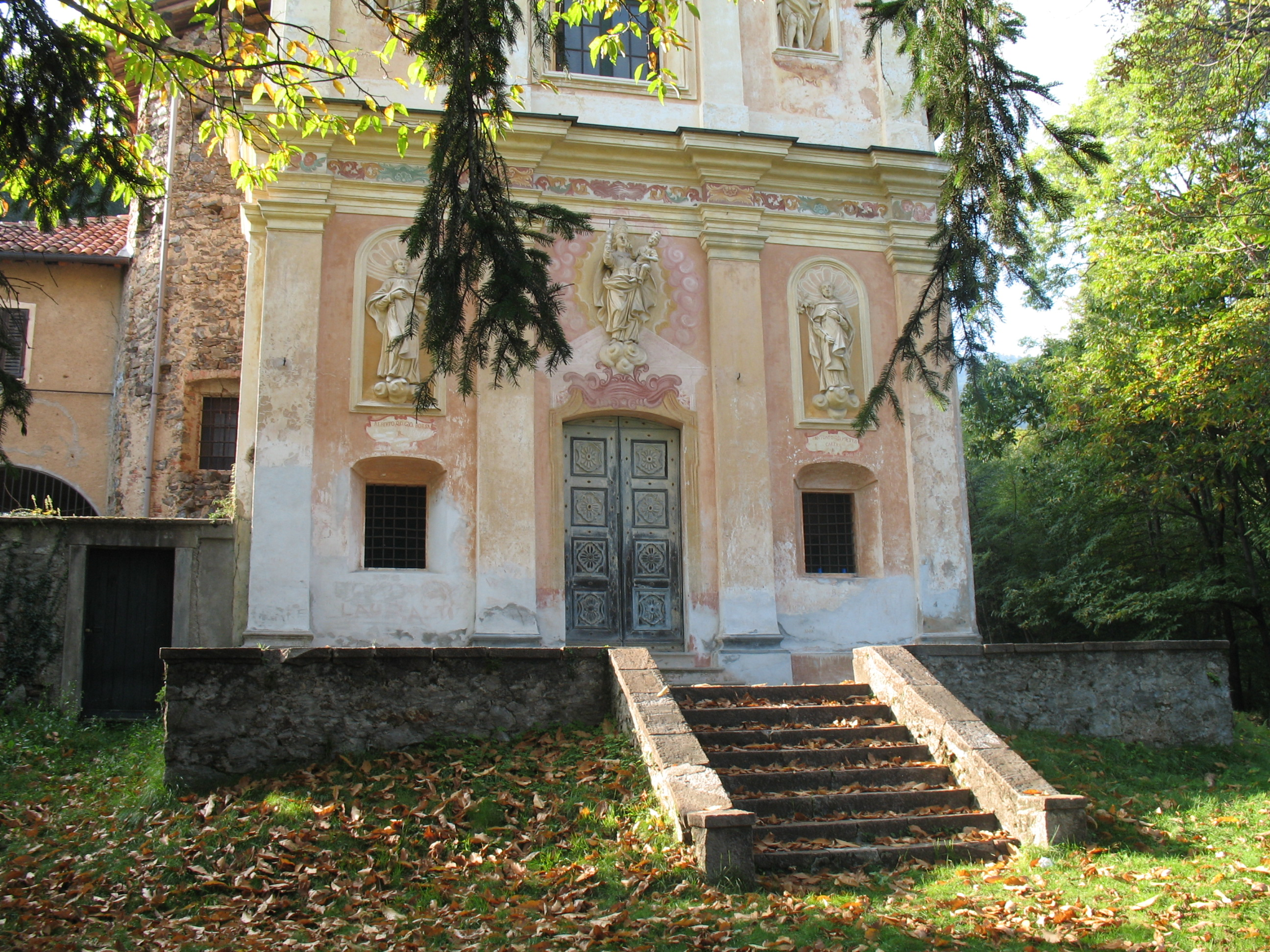
Il santuario della Brugarola

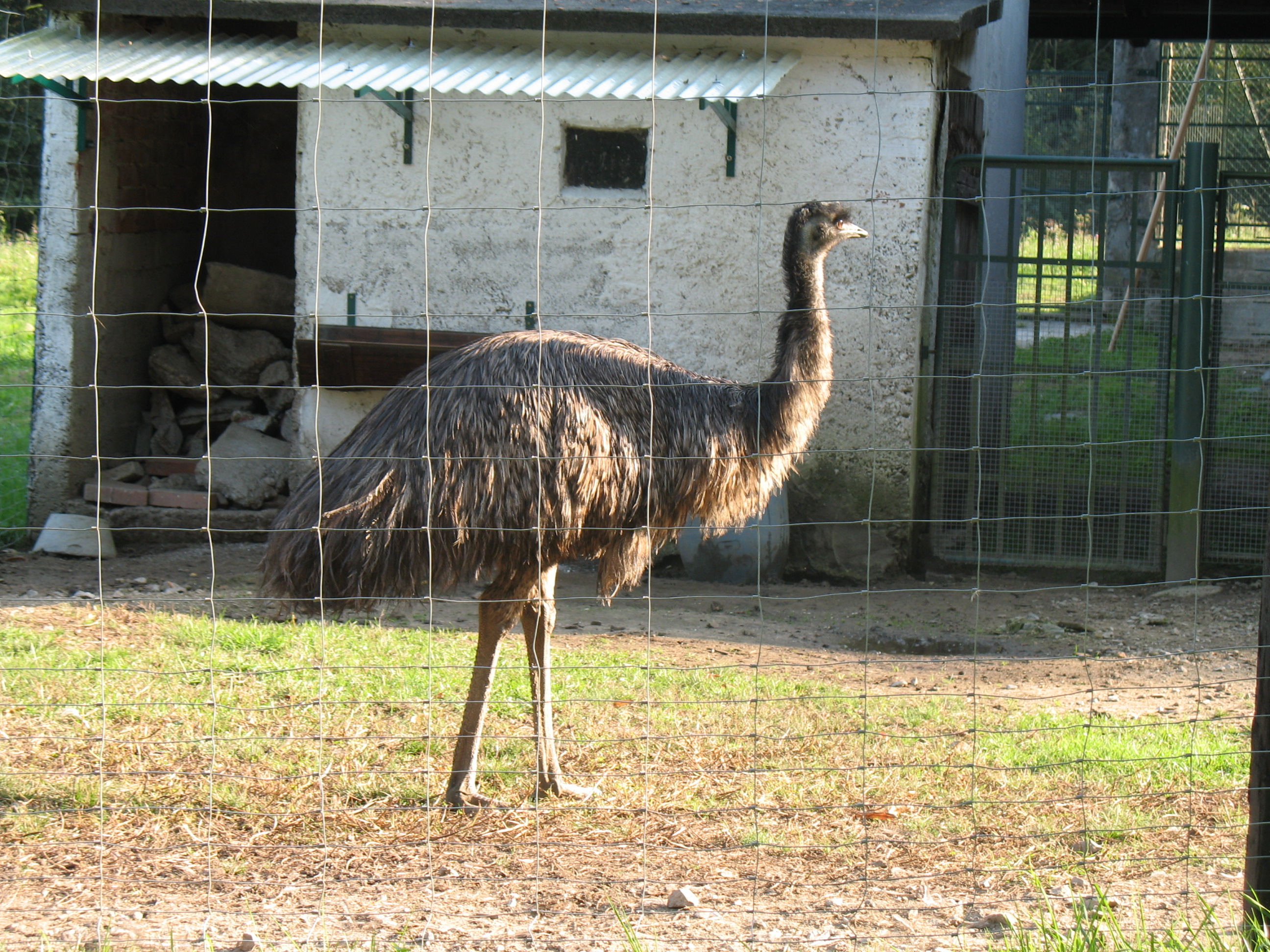
Uno struzzo in un allevamento presso Ailoche